# 유럽 지역 항공물자군
유럽 지역 항공물자군(영어: Air Materiel Force, European Area)은 1954년부터 1962년까지 있었던 미국 공군 항공물자사령부의 유럽 전구 관할 명칭공군(Named Air Force (NAF))였다. 

## 역사
1954년 3월 1일, 유럽 항공물자군이 미국 유럽 공군에 배속되어 린지 공군기지에서 활동을 개시하였다. 
항공물자사령부가 미국 공군에 대한 군수지원을 범지구적으로 대응하게 되면서 1956년 1월 1일에 유럽 지역 항공물자군으로서 항공물자사령부로 전속하였다. 스페인 항공물자 본부 또한 유럽 지역 항공물자군에 전속하였다.
1958년 5월, 프랑스 샤토르 공군기지로 옮겨갔다.
1962년 7월 1일, 주불 미군의 철수에 따라 활동을 종료하였다.

## 기록

### 계보
- 1954년 2월 1일, Air Materiel Force, Europe→유럽 항공물자군으로 설립됨.
- 1954년 3월 1일, 조직됨.
- 1956년 1월 1일, Air Materiel Force, European Area→유럽 지역 항공물자군으로 개편됨.
- 1962년 7월 1일, 계보 끊김 및 활동 종료함.

### 기지
1. 독일, 비스바덴 공군기지
2. 프랑스 샤토루 공군기지; 1958년 5월 15일

### 소속
1. 미국 유럽 공군; 1954년 2월 1일
2. 항공물자사령부 (이후, 공군군수사령부); 1956년 1월 1일

### 지휘관
- 윌리엄 T. 헤플리[1]; 1956년 7월 ~ 1960년 8월 15일

## 같이 보기
- 유럽 항공물자사령부

## 참고
1. ↑  “MAJOR GENERAL WILLIAM T. HEFLEY”. 《United States Air Force Website》 (미국 영어). 1962년 7월. 2024년 8월 17일에 확인함.

- “AIR MATERIEL FORCE, EUROPEAN AREA” (PDF). 《USAF Unit Histories》. Maxwell AFB, AL: Air Force Historical Research Agency. 2022년 10월 20일.
- “April 2, 1951: Air Research and Development Command Established” (미국 영어). 2021년 4월 2일. 2024년 8월 16일에 확인함.